# Велисцихе (Гурджанский муниципалитет)
Велисцихе (груз. ველისციხე) — село в Грузии. Находится в Гурджаанском муниципалитете края Кахетия. Высота над уровнем моря составляет 380 метров. Население — 4508 человек (2014).

## История
Колхоз
До 1950-х годов в селе действовали два колхоза: имени Орджоникидзе Гурджаанского района и «Ленинис Андердзи» («Ленинский завет») Гурджаанского района, которые занимались виноградарством.
В колхозе имени Орджоникидзе трудились Герои Социалистического Труда звеньевые Сергей Цкалобович Карденахлишвили, Александр Георгиевич Митичашвили и Сакул Николаевич Митичашвили.
В колхозе «Ленинис Андердзи» трудился Герой Социалистического Труда бригадир Михаил Ильич Меквевришвили.
В 1950-х годах на основе этих двух колхозов был создан колхоз села Велисцихе, который возглавлял председатель Дмитрий Александрович Мамисашвили. В этом объединённом колхозе трудилась Герой Социалистического Труда Элико Ивановна Мезвришвили.

## Население
В 1893 году в селе проживало:
- армян: 1862 чел.;
- грузин: 1065 чел.[3]